# Giuseppe Dossetti
Giuseppe Dossetti, né à Gênes, le 13 février 1913, mort à Monteveglio le 15 décembre 1996 est un homme politique et prêtre catholique italien.

## Biographie

### Jeune professeur de droit canon et résistant catholique
Professeur de droit canonique à l'université de Modène à partir de 1942, il découvre sous le fascisme la doctrine de Jacques Maritain. Avec Giorgio La Pira, il participe à des cercles de réflexions sur l’avenir de l’Italie, actant l’incompatibilité entre christianisme et totalitarisme et imaginant la renaissance d'une démocratie portée par les valeurs chrétiennes.
Membre de la résistance à partir de 1943, vivant dans la clandestinité, il dirige les partisans catholiques en Émilie et appartient au Comité de libération nationale provincial. Quoique hostile à la constitution d’un parti catholique, il rejoint la Démocratie chrétienne dont il devient secrétaire adjoint de la à l'invitation d'Alcide De Gasperi en 1945.

### Chef de file de la gauche de la Démocratie chrétienne
Il siège à la Consulta Nazionale et milite pour la République alors que la DC préfère la neutralité pour ménager les monarchistes catholiques. Député à l'Assemblée constituante de la République italienne, il est membre de à la Commission des Soixante-quinze chargée d’établir un projet de constitution qu'il parque profondément. Avec ses proches, Giorgio La Pira, Amintore Fanfani et Giuseppe Lazzati, également professeurs à Milan, il centre le texte sur les valeurs humanistes, négociant avec les communistes pour obtenir un accord sur l’article traitant de l’utilité sociale du travail ou sur le sujet des relations entre l’Église et l’État.
Autour de sa conscience éthique catholique et de la revue Chroniques sociales, se constitue un groupe, les « dossettiani ». Premier courant autorisé au sein du parti, en 1947, il anime durablement le parti à travers des jeunes issus de la Fédération universitaire catholique italienne dont Aldo Moro, Amintore Fanfani, Giorgio La Pira, Franco Maria Malfatti et Bartolo Ciccardini. Placé à la gauche du parti, ce courant réclame un tournant keynésien dans la politique économique et des réformes sociales. Il défend les valeurs sociales du catholicisme, combat le libéralisme économique et le laïcisme porté par les anciens membres du Parti populaire italien, et aspire à un État fort et à un dialogue avec le socialisme.
A partir de 1948, il s'oppose à De Gasperi en souhaitant un renouvellement des structures sociales italiennes sur lequel le chef de la DC préfère la prudence. Il dénonce également le pacte atlantique dont il ne voit pas la dimension pacificatrice.
Candidat aux élections parlementaires de 1948 sur l'insistance du pape Pie XII, il renonce à son mandat parlementaire en 1951, abandonne son poste universitaire en 1956 et quitte la scène politique en 1958. Ses disciples (Fanfani, Taviani, Rumor, Moro, Colombo, Zaccagnini) se retrouvent au sein d'Iniziativa democratica, poursuivant l'appel à des réformes sociales et une relance économique.

### Prêtre catholique
En 1953, il fonde à Bologne un centre de documentation pour les études religieuses, l’Institut pour les Sciences religieuses (futur Fondation Jean XXIII), dirigé à partir de 1959, par Giuseppe Alberigo et crée l'année suivante, une communauté monastique, La Piccola Famiglia dell'Annunziata, qui s'installe au Moyen-Orient.
Il entre dans les ordres en janvier 1959 et reste à l'écart de la politique à l'exception de ponctuels prises de position très critique à l'égard de son ancien parti, mais participe activement au Concile Vatican II, initialement comme peritus privé du cardinal Giacomo Lercaro (archevêque de Bologne) puis comme peritus (expert) officiel aux 3e et 4e sessions.
Il soutient la candidature de Romano Prodi à la présidence du Conseil en 1996.